# Stazione di Flatow
La stazione di Flatow era una stazione ferroviaria tedesca, posta sulla Nauen-Oranienburg. Serviva il centro abitato di Flatow, oggi frazione della città di Kremmen.